# Coleroa senniana
Coleroa senniana är en svampart som först beskrevs av Pier Andrea Saccardo, och fick sitt nu gällande namn av Arx 1962. Coleroa senniana ingår i släktet Coleroa och familjen Venturiaceae.   Inga underarter finns listade i Catalogue of Life.